# Bariofarmacosiderite
La bariofarmacosiderite è un minerale appartenente al gruppo della farmacosiderite, il cui nome deriva dalla sua relazione con la farmacosiderite e dal contenuto di bario.
Sono conosciuti due polimorfismi: la bariofarmacosiderite-C (cubica) e la bariofarmacosiderite-Q (tetragonale).